# Федеральный закон «Об основах социального обслуживания граждан Российской Федерации»
Федеральный закон Российской Федерации от 28 декабря 2013 г. N 442-ФЗ «Об основах социального обслуживания граждан Российской Федерации» — нормативный акт, регулирующий деятельность государства и негосударственных организаций, направленную на оказание социальной помощи населению. Закон вступил в силу 1 января 2015 года. Два предыдущих нормативных акта от 2 августа 1995 года N 122-ФЗ «О социальном обслуживании граждан пожилого возраста и инвалидов» и от 10 декабря 1995 года N 195-ФЗ «Об основах социального обслуживания населения в Российской Федерации» в этот же день утратили свою силу. Этим документом в России впервые были прописаны условия допуска к социальному обслуживанию негосударственных организаций и индивидуальных предпринимателей.

## История принятия
Предпосылками для принятия нового закона считается наличие большой очерёдности в учреждения социального обслуживания, а также несоответствие предыдущих нормативных актов новым вызовам, по мнению депутата Государственной Думы Галины Кареловой. По её же информации, в обсуждении закона приняли участие сотни людей — представителей экспертного сообщества, общественных организаций, социальных работников, но некоторые высказали сомнения, что законопроект должным образом прошёл общественное слушание.
Законопроект был внесён в Государственную Думу в марте 2013 года и был предложен на рассмотрение депутатам членами Комитета по труду, социальной политике и делам ветеранов. После первого чтения, проект отправили на доработку. Депутаты сочли, что в документе содержится слишком много слов об условиях платного оказания социальных услуг. В декабре 2013 года Комитет Совета Федерации по социальной политике предлагал внести поправки в закон ко второму чтению, которые официально ввели бы в России понятия социального предпринимательства и социального предпринимателя. Но поправки не были приняты.
В Государственной Думе закон был утверждён во втором чтении 293 депутатами (65,1 %), высказались против — всего трое законодателей.

## Основные положения закона
Новым законом официально разрешили привлекать в сферу социального обслуживания коммерческие и некоммерческие организации. При этом государство обязалось помогать им. В 2015 году из федерального бюджета выделили 168,5 миллионов рублей на субсидирование частных социальных инициатив. Галина Карелова одной из форм поддержки назвала проведение форума социальных инноваций. Для организаций, оказывающих социальную помощь населению, предусмотрена нулевая ставка налога на прибыль до 1 января 2020 года. К таким организациям закон выдвинул определённые требования.
Предполагалось, что коммерческие и некоммерческие организации снизят нагрузку на муниципальные и государственные учреждения. Это привело к сокращению численности государственных соцработников. В 2014 году было ликвидировано или реорганизовано 143 организации социального обслуживания, до 2018 года в 33-х регионах запланированы оптимизационные мероприятия ещё на 260 организациях. До конца 2016 года, сообщают в ИТАР-ТАСС, среднесписочная численность соцработников сократится на 4,6 %.
Ещё одним нововведением закона стало расширение списка лиц, которым могут оказывать социальную помощь. Ранние версии закона включали в сферу бесплатного социального обслуживания инвалидов, пожилых людей, несовершеннолетних и граждан, чей денежный доход был ниже прожиточного минимума. Законом, вступившим в силу 1 января 2015 года, порог отсечения был увеличен до уровня полутора прожиточных минимумов. Представленная в законе 1995 года формулировка «трудная жизненная ситуация» в новом документе не прописана. Вместо этого в документе разъясняются основания для признания необходимости предоставления социального обслуживания гражданину:
- полная или частичная утрата возможности осуществлять самообслуживание;
- наличие в семье инвалида, нуждающегося в постоянном постороннем уходе;
- наличие ребёнка с трудностями в социальной адаптации;
- отсутствие возможности обеспечения ухода за инвалидом или ребёнком (в том числе временное);
- наличие внутрисемейного конфликта;
- отсутствие определённого места жительства;
- отсутствие работы и средств к существованию;
- наличие иных обстоятельств, признанных ухудшающими или способными ухудшить условия жизнедеятельности граждан.

Поменялась и система поддержки детей-сирот. Детские дома, согласно закону, должны акцентировать внимание на предоставление не образовательных, а социальных услуг. Полномочия по опеке и попечительству над детьми-сиротами и сами детские дома с начала 2015 года перешли в ведение органов социальной защиты.

### Реестр и регистр
Также законом предполагается создание единого реестра поставщиков социальных услуг и регистра получателей социальной помощи. По информации Минэкономразвития, в регионах России власти искусственно ограничивают участие негосударственных организаций в сфере социального обслуживания, формируя реестры поставщиков из представителей подведомственных учреждений. Это, по мнению специалистов, ведёт к снижению конкуренции на рынке социальных услуг и росту стоимости социального обслуживания.

## Критика закона
В Архангельском областном собрании признали формулировки закона слишком расплывчатыми. Больше всего депутатов возмутила предписанная нормативным актом возможность «раннего вмешательства государства в дела семьи в целях профилактики», что, по их мнению, нарушает неприкосновенность семьи. Представители общественности также посчитали, что этими поправками была введена система ювенальной юстиции западного образца, и детей будут забирать из семей на основании бедности и нуждаемости в помощи государства. С требованиями внести изменения в документ выступили представители православной церкви и Ассоциации родительских комитетов. В то же время протоиерей Димитрий Смирнов, специализирующийся в Русской православной церкви на вопросах семьи, не нашёл в документе нарушений семейной неприкосновенности.
Другим поводом для неприятия закона, стали перевод документом части нагрузки по социальному обслуживанию из государственного сектора в коммерческий (что было расценено как начало процесса ликвидации государственной власти) и предусмотренные законом механизмы социального сопровождения.